# NGC 816
NGC 816 je galaxie v souhvězdí Trojúhelníku. Její zdánlivá jasnost je 14,2m a úhlová velikost 0,40′ × 0,40′. Je vzdálená 500 milionů světelných let. Galaxii objevil 15. září 1871 Édouard Stephan.